# Dánské malé ostrovy

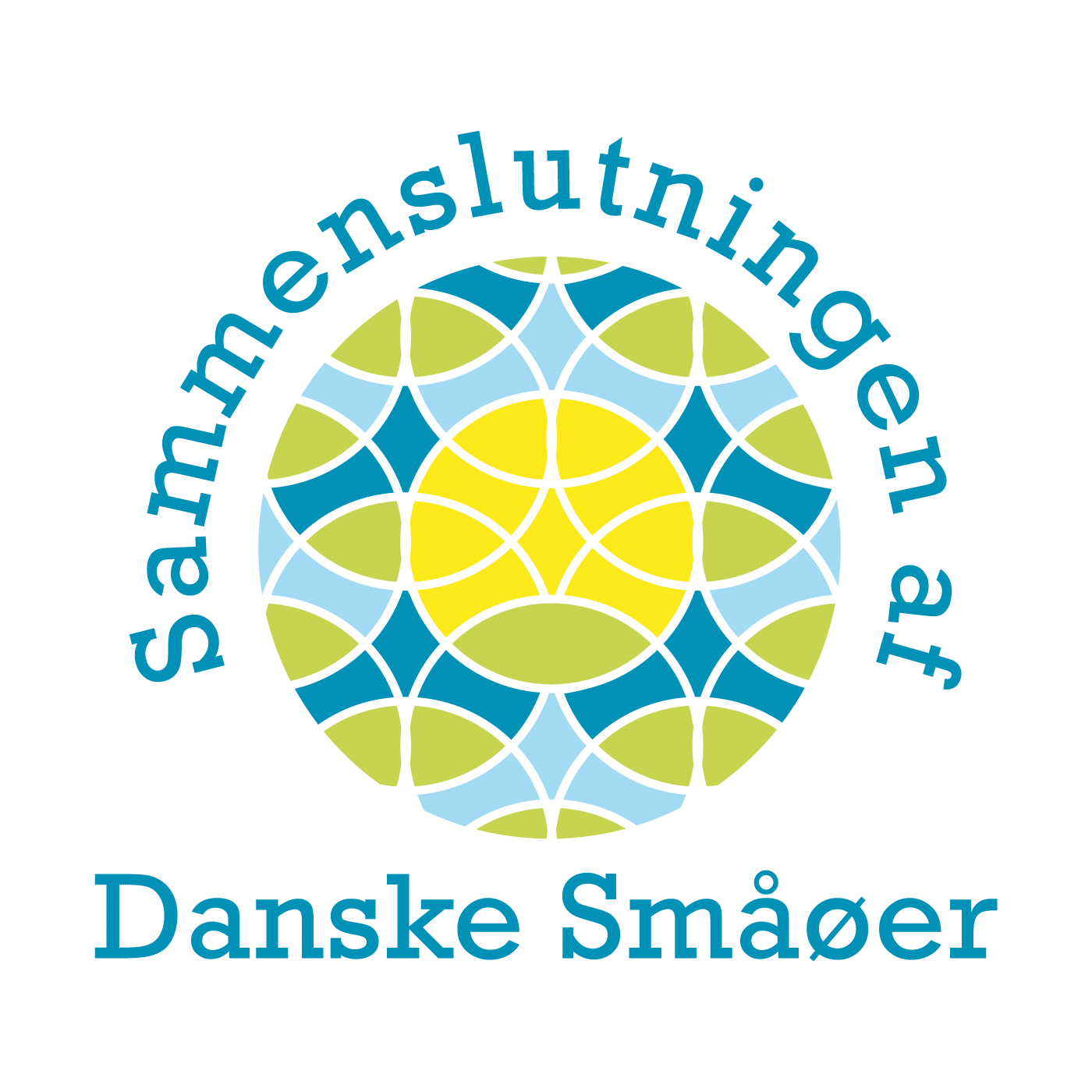
Logo spolku Danske Småøerne

Dánské malé ostrovy (dánsky Danske Småøerne) je spolek 27 malých ostrovů, které jsou samy o sobě natolik malé, aby mohly vytvořit samostatnou obec. Tento spolek slouží k lepšímu prosazování jejich zájmů.
Členy Danske Småøerne jsou ostrovy Årø, Agersø, Anholt, Askø, Avernakø, Baagø, Barsø, Birkholm, Bjørnø, Drejø, Egholm, Endelave, Fejø, Femø, Fur, Hjarnø, Hjortø, Lyø, Mandø, Nekselø, Omø, Orø, Sejerø, Skarø, Strynø, Tunø a Venø.

## Tabulka ostrovů
Tabulka uvádí ostrovy s rozlohou přes 10 km².
| # | ostrov   | rozloha (km²) | pobřeží (km) | max.nadm. výška (m) | nejvyšší vrchol | počet obyvatel | hustota zalidnění | největší sídlo  | část státu  | část moře                      | souostroví           | lokalizace                       |
| - | -------- | ------------- | ------------ | ------------------- | --------------- | -------------- | ----------------- | --------------- | ----------- | ------------------------------ | -------------------- | -------------------------------- |
| # | Anholt   | 22,37         | —            | 48                  | Sonderbjerg     | 136            | 6,08              | Anholt By       | Midtjylland | Kattegat                       | —                    | 56°42′ s. š., 11°34′ v. d.       |
| # | Fur      | 22,29         | —            | 76                  | Lille Jenshøj   | 757            | 33,96             | Nederby         | Midtjylland | Limfjord                       | —                    | 56°49′54″ s. š., 9°1′27″ v. d.   |
| # | Fejø     | 16,00         | —            | 13                  | Bibjerg         | 455            | 28,44             | Vesterby        | Sjælland    | Smålandsfarvandet              | Sydhavsøerne         | 54°56′55″ s. š., 11°25′3″ v. d.  |
| # | Orø      | 15,02         | —            | —                   | —               | 968            | 64,45             | Bybjerg         | Sjælland    | Isefjord (Kattegat)            | —                    | 55°46′ s. š., 11°49′ v. d.       |
| # | Endelave | 13,08         | —            | —                   | —               | 154            | 11,77             | Endelave By     | Midtjylland | Kattegat                       | —                    | 55°45′35″ s. š., 10°17′46″ v. d. |
| # | Sejerø   | 12,37         | —            | 30                  | Kongshøj        | 342            | 27,64             | Sejerby         | Sjælland    | Sejerø Bugd (Kattegat)         | —                    | 55°53′11″ s. š., 11°8′44″ v. d.  |
| # | Femø     | 11,38         | —            | 22                  | Issemosebjerg   | 112            | 9,84              | Norreby         | Sjælland    | Smålandsfarvandet              | Sydhavsøerne         | 54°58′ s. š., 11°32′0″ v. d.     |
| # | Agersø   | 6,84          | —            | 12                  | —               | 188            | 27,49             | Agersø By       | Sjælland    | Smålandshavet, Velký Belt      | Sydhavsøerne         | 55°13′ s. š., 11°11′ v. d.       |
| # | Bågø     | 6,23          | —            | 8                   | Prinsehøy       | 31             | 4,98              | Bågø By         | Syddanmark  | Malý Belt                      | Jihofynské ostrovy   | 55°18′49″ s. š., 9°48′43″ v. d.  |
| # | Avernakø | 5,86          | —            | —                   | —               | 110            | 18,77             | Avernakø By     | Syddanmark  | Malý Belt                      | Jihofynské ostrovy   | 55°1′ s. š., 10°17′ v. d.        |
| # | Årø      | 5,66          | —            | 7                   | —               | 146            | 25,80             | Årø By          | Syddanmark  | Malý Belt                      | Jihofynské ostrovy   | 55°15′45″ s. š., 9°44′51″ v. d.  |
| # | Askø     | 2,82          | —            | 3                   | —               | 37             | 13,12             | Askø By         | Sjælland    | Smålandsfarvandet              | Sydhavsøerne         | 54°53′39″ s. š., 11°29′30″ v. d. |
| # | Barsø    | 2,66          | —            | 39                  | Gyldenbjerg     | 15             | 5,64              | Barsø By        | Syddanmark  | Malý Belt                      | Jihofynské ostrovy   | 55°7′ s. š., 9°34′ v. d.         |
| # | Birkholm | 0,92          | —            | 2                   | —               | 9              | 9,78              | Birkholm        | Syddanmark  | Knudedyb                       | Jihofynské ostrovy   | 54°55′50″ s. š., 10°30′16″ v. d. |
| # | Bjørnø   | 1,50          | —            | 24                  | —               | 24             | 16,00             | Bjørnø By       | Syddanmark  | Malý Belt                      | Jihofynské ostrovy   | 55°3′45″ s. š., 10°15′ v. d.     |
| # | Drejø    | 4,26          | —            | —                   | —               | 62             | 14,55             | Drejø By        | Syddanmark  | Malý Belt                      | Jihofynské ostrovy   | 54°58′14″ s. š., 10°25′20″ v. d. |
| # | Egholm   | 6,00          | —            | —                   | —               | 43             | 7,17              | Egholm By       | Nordjylland | Limfjord                       | —                    | 57°3′50″ s. š., 9°50′35″ v. d.   |
| # | Hjarnø   | 3,21          | —            | —                   | —               | 117            | 36,45             | Hjarnø          | Midtjylland | Kattegat                       | —                    | 55°49′30″ s. š., 10°5′ v. d.     |
| # | Hjortø   | 0,90          | —            | —                   | —               | 7              | 7,78              | Hjortø By       | Syddanmark  | Malý Belt                      | Jihofynské ostrovy   | 54°57′54″ s. š., 10°29′4″ v. d.  |
| # | Lyø      | 6,05          | —            | 24                  | —               | 82             | 13,55             | Lyø By          | Syddanmark  | Malý Belt                      | Jihofynské ostrovy   | 55°2′40″ s. š., 10°8′52″ v. d.   |
| # | Mandø    | 7,63          | —            | 2                   | —               | 33             | 4,32              | Mandø By        | Syddanmark  | Severní moře                   | Severofríské ostrovy | 55°16′50″ s. š., 8°33′10″ v. d.  |
| # | Nekselø  | 2,23          | —            | 41                  | Elmebjerg       | 17             | 7,63              | Strandsbjergård | Sjælland    | Sejerø Bugd (Kattegat)         | —                    | 55°46′49″ s. š., 11°17′30″ v. d. |
| # | Omø      | 4,52          | —            | —                   | —               | 165            | 36,50             | Omø             | Sjælland    | Smålandsfarvandet (Velký Belt) | —                    | 55°9′43″ s. š., 11°9′16″ v. d.   |
| # | Skarø    | 1,97          | —            | —                   | —               | 29             | 14,72             | Skarø By        | Syddanmark  | Malý Belt                      | Jihofynské ostrovy   | 55°0′15″ s. š., 10°28′2″ v. d.   |
| # | Strynø   | 4,88          | —            | —                   | —               | 209            | 42,83             | Strynø By       | Syddanmark  | Malý Belt                      | Jihofynské ostrovy   | 54°54′20″ s. š., 10°36′30″ v. d. |
| # | Tunø     | 3,52          | —            | 24                  | —               | 96             | 27,27             | Tunø By         | Midtjylland | Kattegat                       | —                    | 55°57′6″ s. š., 10°26′7″ v. d.   |
| # | Venø     | 6,46          | —            | —                   | —               | 178            | 27,55             | Venø By         | Midtjylland | Limfjord                       | —                    | 56°33′15″ s. š., 8°37′30″ v. d.  |